# 黄泉のマチ
『黄泉のマチ』（よみのマチ）は町田ひらくによる成人向け漫画。2006年10月、茜新社発行。
漫画雑誌「COMIC LO」（茜新社）に掲載された作品を大幅加筆を行って収録された。

## 収録作品
- たんぽぽの卵
- 手をとりあって黄泉の国
- お絵描きロビンフッド